# Saxifraga parnassifolia
Saxifraga parnassifolia är en stenbräckeväxtart som beskrevs av David Don. Saxifraga parnassifolia ingår i Bräckesläktet som ingår i familjen stenbräckeväxter. Inga underarter finns listade i Catalogue of Life.